# آل بديل

تعديل مصدري - تعديل

آل بديل هي إحدى قرى عزلة سرار بمديرية سرار التابعة لمحافظة أبين، بلغ تعداد سكانها 184 نسمة حسب تعداد اليمن لعام 2004.